# Chaetodon blackburnii
Chaetodon blackburnii là một loài cá biển thuộc chi Cá bướm (phân chi Rhombochaetodon) trong họ Cá bướm. Loài này được mô tả lần đầu tiên vào năm 1836.

## Từ nguyên
Từ định danh blackburnii được đặt theo tên của Edward Berens Blackburn (1786 – 1839), luật gia người Anh từng là thẩm phán ở Mauritius (khi đó là Thuộc địa vương thất của Vương quốc Anh), nơi mà mẫu định danh của loài cá này được thu thập.

## Phạm vi phân bố và môi trường sống
C. blackburnii được phân bố dọc theo bờ biển Đông Phi, từ Kenya trải dài đến tỉnh Đông Cape (Nam Phi), bao gồm Madagascar và quần đảo Mascarene.
C. blackburnii sống tập trung trên các rạn viền bờ mà san hô tương đối phát triển, được tìm thấy ở độ sâu khoảng 10–55 m.

## Mô tả
C. blackburnii có chiều dài cơ thể lớn nhất được ghi nhận là 14 cm. Loài này có hai màu rõ rệt: đầu và một phần thân trước màu vàng, phần thân sau còn lại có màu nâu sẫm. Từ sau đầu có các sọc đen kéo dài ngược ra sau. Đầu có một dải sọc đen từ đỉnh đầu băng dọc qua mắt. Vây đuôi có màu trắng, trở nên trong suốt ở rìa sau. Vây bụng màu vàng như đầu. Vây ngực trong suốt. Vây hậu môn và vây lưng có màu nâu như thân sau.
Số gai ở vây lưng: 14–16; Số tia vây ở vây lưng: 21–23; Số gai ở vây hậu môn: 3; Số tia vây ở vây hậu môn: 16–18; Số tia vây ở vây ngực: 14–15; Số gai ở vây bụng: 1; Số tia vây ở vây bụng: 5; Số vảy đường bên: 34–36.

## Sinh thái học
C. blackburnii là loài ăn tạp, thức ăn của chúng bao gồm động vật phù du và một số loài thủy sinh không xương sống khác (như giáp xác và giun nhiều tơ). Tuy cũng ăn san hô nhưng chúng không hoàn toàn phụ thuộc vào nguồn thức ăn này.
C. blackburnii có thể sống đơn độc hoặc kết đôi với nhau.

## Thương mại
C. blackburnii hầu như không xuất hiện trong các hoạt động thương mại cá cảnh.